# Монте (Фуншал)

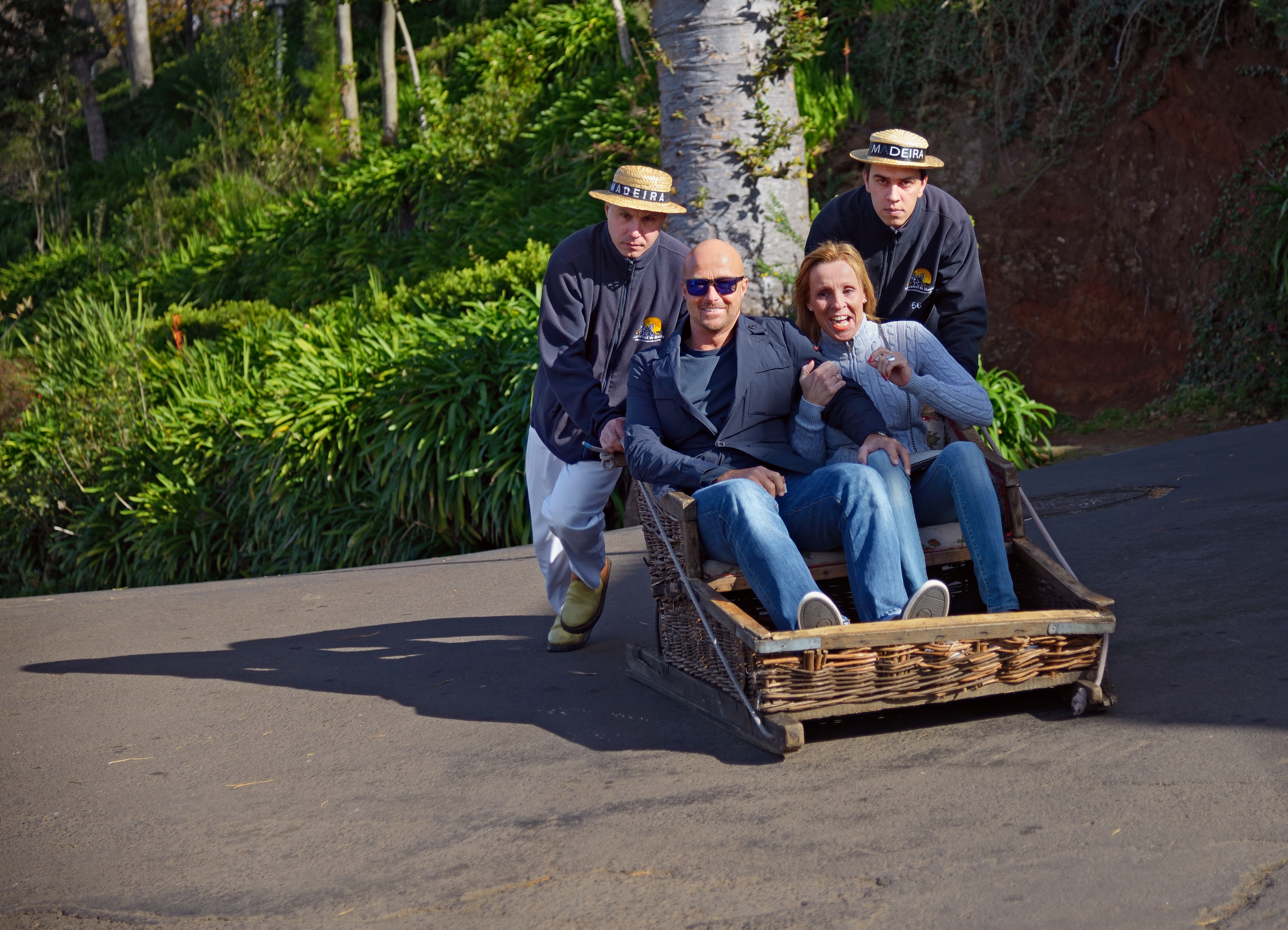
Спуск з гори у Монте в тобогані

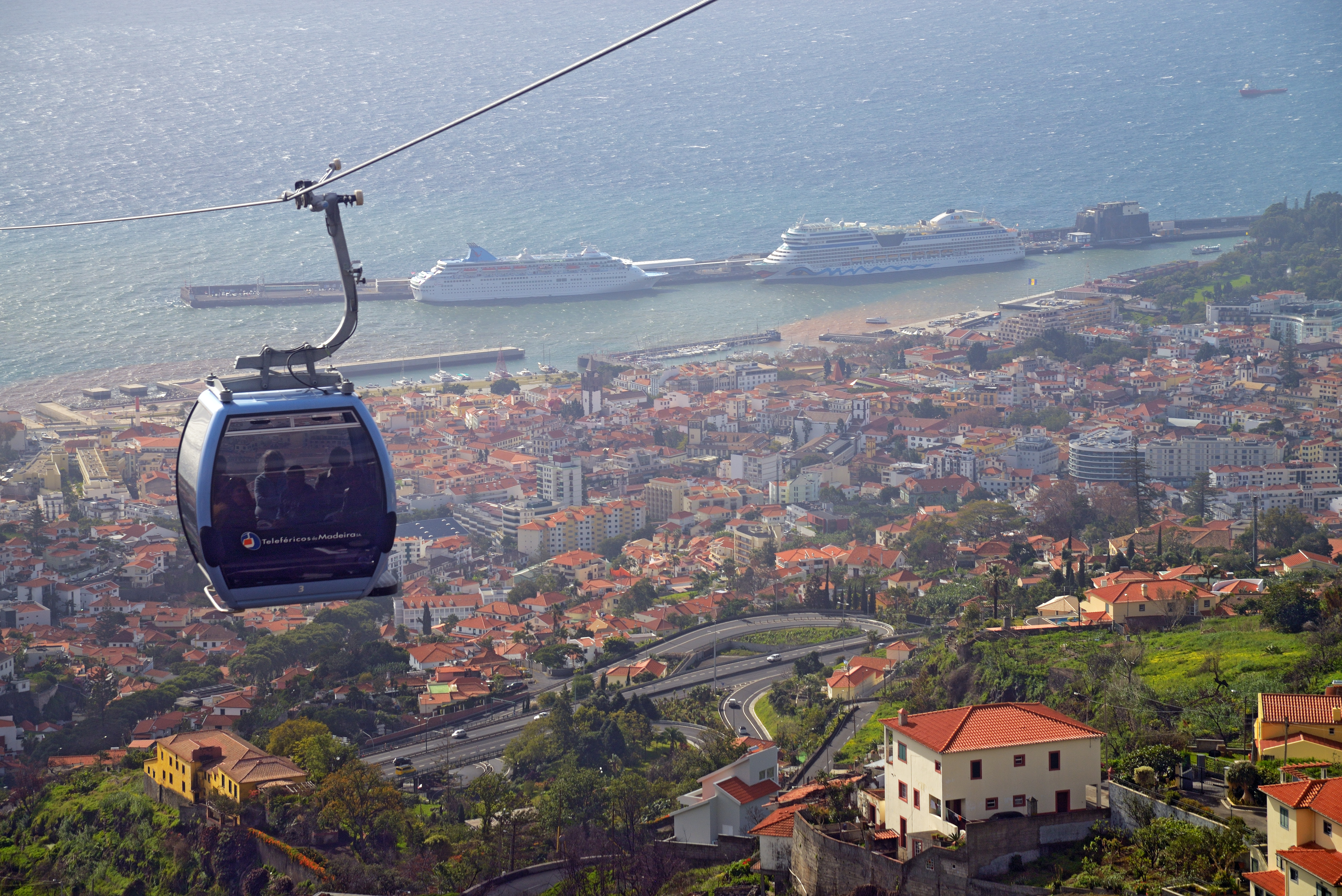
Вигляд Фуншалу з вагончика Teleferico

Монте (порт. Monte) — колишнє селище, зараз входить до муніципалітету міста Фуншал, округ Мадейра, Португалія. Мешканців 6701 (на 2001 рік), площа 18,65 км². Є приходом церкви Діви Марії Монте (порт. Nossa Senhora do Monte), який було створено у 1565 році. 
Під впливом Фердинанда II, протягом другої половини ХІХ сторіччя це місце, подібно до Сінтри, стало традиційним для літнього відпочинку багатих родин Фуншалу, надаючи прохолоду у спеку. Починаючи з цього часу у Монте будуються вілли, оточені садами й парками, з гарними краєвидами на затоку Фуншалу. Тут мешкало багато відомих людей. 
Зокрема, після розпаду Австро-Угорської імперії тут жив у вигнанні Карл I — імператор Австро-Угорщини, король Богемії (під ім'ям Карл III, чеськ. Karel III), король Угорщини (під ім'ям Карл IV, угор. Károly IV), король Галичини та Володимирії (1916-1918 роки), останній з династії Габсбургів. Він помер у 1923 році й був похований в церкві Діви Марії Монте, біля якої у 2005 році йому встановлено пам'ятник. У січні 2008 року останки Карла I перенесли до віденської Капуцинеркірхе й поховали у Імператорському склепі поряд з іншими Габсбургами.
Ця мальовнича місцевість надихала багато творчих особистостей. Вінстон Черчилль, малюючи на Мадейрі свої акварелі, віддавав перевагу Монте перед Камаро де Лобос. Тут жили такі португальські митці, як художниця Марта Теллес (Martha Telles) , її брат Антоніо (António Alexandre Cohen da Cunha Telles), що був кінорежисером, письменниця А. Бесса-Луїс (Agustina Bessa-Luís), художниця Л. Кастро (Lourdes Castro), поет Х. Хелдер (Herberto Helder de Oliveira) та інші.
Значна частина Монте розташована на висоті понад 500 м над рівнем моря, і в 1850 році місцеві жителі вигадали спосіб швидкого транспортування з гори донизу по крутому схилу протяжністю близько 3 км. Для цього використовують плетені з лози (лозоплетіння — традиційний місцевий промисел) великі квадратні кошики з сидіннями на двох, які закріплені на полозах, покритих змащеною жиром шкірою. Таку конструкцію називають «тобоган», нею керують за допомогою мотузок двоє міцних чоловіків, що біжать позаду, а часом їдуть на задній частині полозів. Цей спосіб використовується донині, але як туристський атракціон, що дає непоганий заробіток місцевим мешканцям.
На початку XX сторіччя з Фуншалу до Монте пасажирів перевозили своєрідною залізницею-фунікулером з паротягами, що мала зубчасту рейку посередині двох звичайних. Але вона виявилася малоефективною, а аварії з важкими наслідками відштовхнули туристів і зробили її неокупною. В 30-х роках XX сторіччя вона була закрита, а в 40-х розібрана.
У 2000 році з Фуншалу до Монте прокладено підвісну канатну дорогу (порт. Teleferico do Funchal) , що має перепад висот 520 м і протяжність 3200 м, яку кожен з 39 вагончиків долає за 15 хвилин.